# 亞歷山大 (伊利諾伊州)
亞歷山大（英語：Alexander）是位於美國伊利諾伊州摩根縣的一個非建制地區。該地的面積和人口皆未知。

## 地理
亞歷山大的座標為39°43′18″N 90°02′17″W / 39.72167°N 90.03806°W，而該地的平均海拔高度為201米（即659英尺）。